# تشارلز كلايتون موريسون
تشارلز كلايتون موريسون (بالإنجليزية: Charles Clayton Morrison)‏ هو صحفي أمريكي، ولد في 1874، وتوفي في 1966.